# Aze (Fluss)
Der Aze (auch Azergues de Claveisolles genannt) ist ein kleiner Fluss in Frankreich, der im Département Rhône in der Region Auvergne-Rhône-Alpes verläuft. Er entspringt an der Gemeindegrenze von Chénelette und Propières, entwässert generell Richtung Süden und mündet nach rund 16 Kilometern im Gemeindegebiet von Lamure-sur-Azergues als linker Nebenfluss in den Azergues.
In seinem Unterlauf erreicht er die Bahnstrecke Paray-le-Monial–Givors-Canal, die hier mit dem Boucle de Claveisolles eine imposante Kreiskehre aufweist.

## Orte am Fluss
(Reihenfolge in Fließrichtung)
- En Foussemagne, Gemeinde Propières
- Chénelette
- La Nuizière, Gemeinde Chénelette
- Lafont, Gemeinde Poule-les-Écharmeaux
- Claveisette, Gemeinde Claveisolles
- Claveisolles
- Pont Gaillard, Gemeinde Claveisolles
- Chambon, Gemeinde Lamure-sur-Azergues